# Belica (Osilnica, Slovenija)
Belica je naselje u slovenskoj Općini Osilnici. Belica se nalazi u pokrajini Dolenjskoj i statističkoj regiji Jugoistočnoj Sloveniji. 

## Stanovništvo
Prema popisu stanovništva iz 2002. godine naselje je imalo 7 stanovnika.